# Bangiophyceae
Bangiophyceae Wettstein, 1901, segundo o sistema de classificação de Hwan Su Yoon et al. (2006), é o nome botânico de uma classe de algas vermelhas pluricelulares do subfilo Rhodophytina, filo Rhodophyta.

## Táxons inferiores
Ordem: Bangiales Nägeli, 1847.
Família: Bangiaceae Engler, 1892.
Gêneros: Dione, Minerva, Bangia, Pseudobangia, Porphyra.
- No  sistema de classificação de Saunders e Hommersand (2004) esta classe pertence ao subfilo Eurhodophytina, filo Rhodophyta.
- No sistema sintetizado de R.E. Lee (2008) esta classe não foi incluida.